# ريبيكا لاسي
ريبيكا لاسي (بالإنجليزية: Rebecca Lacey)‏ هي ممثلة بريطانية، ولدت في 20 أبريل 1965 بواتفورد في المملكة المتحدة.

## وصلات خارجية
- ريبيكا لاسي على موقع IMDb (الإنجليزية)
- ريبيكا لاسي على موقع ميوزك برينز (الإنجليزية)
- ريبيكا لاسي على موقع قاعدة بيانات الفيلم (الإنجليزية)